# Szentjános (Románia)
Szentjános egy elpusztult település Erdélyben, a Székelyföldön, amely a jelenleg Kovászna megyéhez tartozó Kézdiszentkereszt és Kézdiszentlélek között feküdt.

## Története
A települést 1521-ben említik először, amikor Szapolyai János erdélyi vajda a torjai Apor családnak adományozta.
Temploma még az Árpád-korban épült, valószínűleg a 13. században, a Kápolnapatak és a Kászon-patak egybeömlése feletti magaslaton, amelyet a mai napig "Szentjános tövének" neveznek. A templom romjai még a 19. század közepén is láthatóak voltak.
A falu egyházilag a középkorban Kászonaltíz filiája volt, de 1524-ben különvált és önálló egyházközség lett. Ennek ellenére nemsokára ismeretlen okokból elpusztult, 1584-ben már mint lakatlan települést említik. A hagyomány szerint lakói Kiskászonba költöztek.